# هيو بلاكويل
هيو بلاكويل (بالإنجليزية: Hugh Blackwell)‏ هو سياسي أمريكي، ولد في 14 يوليو 1944. حزبياً، نشط في الحزب الجمهوري. وقد انتخب عضو مجلس نواب كارولينا الشمالية.